# Paul and Virginia
Paul and Virginia er en amerikansk stumfilm fra 1910.

## Medvirkende
- Violet Heming som Virginia
- Frank H. Crane som Paul